# Villa de Tamazulápam del Progreso
Villa de Tamazulápam del Progreso är en kommun i Mexiko.   Den ligger i delstaten Oaxaca, i den sydöstra delen av landet, 250 km sydost om huvudstaden Mexico City.
Följande samhällen finns i Villa de Tamazulápam del Progreso:
- Tamazulapam Villa del Progreso
- Xacahua
- Saraxhi
- Las Pilas